# Sant Jordi (ort)
Sant Jordi är en kommunhuvudort i Spanien.   Den ligger i provinsen Província de Castelló och regionen Valencia, i den östra delen av landet, 300 km öster om huvudstaden Madrid. Sant Jordi ligger 173 meter över havet och antalet invånare är 637.
Terrängen runt Sant Jordi är platt åt nordost, men åt sydväst är den kuperad. Runt Sant Jordi är det ganska tätbefolkat, med 139 invånare per kvadratkilometer. Närmaste större samhälle är Vinaròs, 12,9 km öster om Sant Jordi. Trakten runt Sant Jordi består till största delen av jordbruksmark.